# Manaurie
Pour les articles homonymes, voir Manaurie (homonymie).
Manaurie est une ancienne commune française située dans le département de la Dordogne, en région Nouvelle-Aquitaine.
Au 1er janvier 2019, elle est intégrée à la commune nouvelle des Eyzies en tant que commune déléguée.

## Géographie

### Généralités

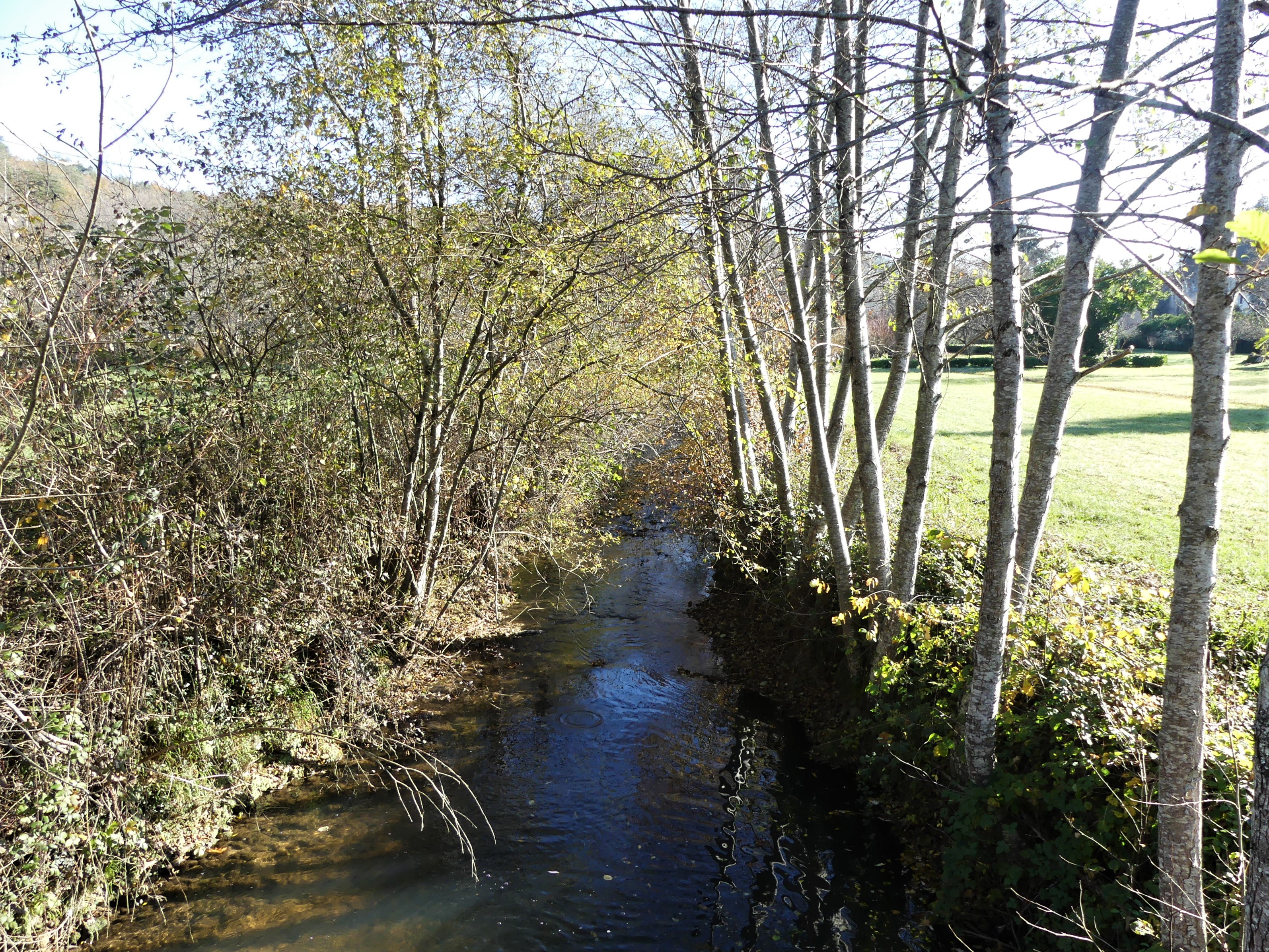
Le ruisseau de Manaurie au nord du village de Manaurie.

Dans le quart sud-est du département de la Dordogne, en Périgord noir, la commune déléguée de Manaurie s'étend sur 9,97 km2. Représentant la partie nord-ouest de la commune nouvelle des Eyzies, elle est arrosée par le ruisseau du même nom, un affluent de la Vézère.
L'altitude minimale, 60 mètres, se trouve à l'est, là où le Manaurie quitte la commune et entre sur celle des Eyzies-de-Tayac-Sireuil. L'altitude maximale avec 209 ou 210 mètres est localisée au nord, près du lieu-dit Calais. Sur le plan géologique, le sol se compose principalement de calcaires du Crétacé, avec des sables, argiles et graviers éocènes au nord-est et au sud-ouest du territoire, ainsi que des alluvions holocènes recouvrant la vallée du Manaurie.
À l'intersection des routes départementales 31 et 47 et traversé par la ligne ferroviaire Périgueux-Agen, le village de Manaurie se situe, en distances orthodromiques, sept kilomètres au nord-est du Bugue et dix-huit kilomètres au sud-ouest de Montignac-Lascaux.

### Communes limitrophes

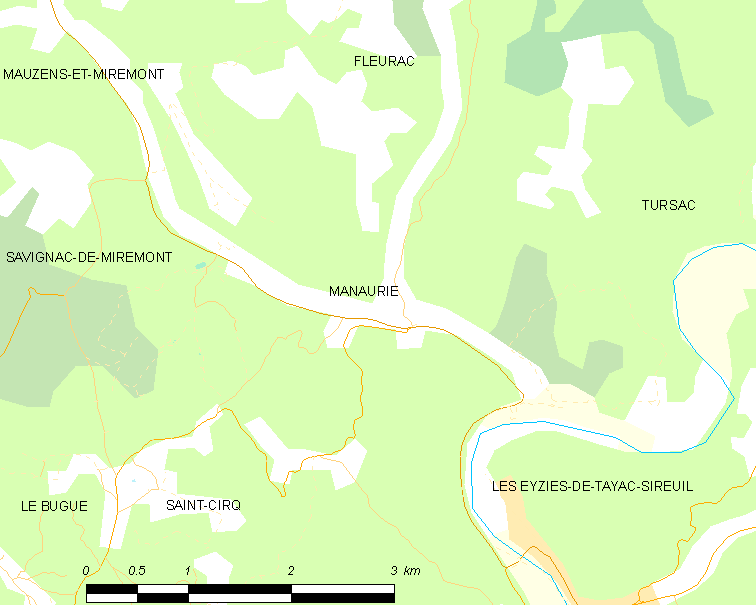
Carte de Manaurie et des communes avoisinantes en 2018, avant la création de la commune nouvelle des Eyzies.

En 2018, année précédant la création de la  commune nouvelle des Eyzies, Manaurie était limitrophe de cinq autres communes.
| Savignac-de-Miremont | Fleurac  | Tursac                      |
|                      | Manaurie |                             |
| Saint-Cirq           |          | Les Eyzies-de-Tayac-Sireuil |

## Urbanisme

### Villages, hameaux et lieux-dits

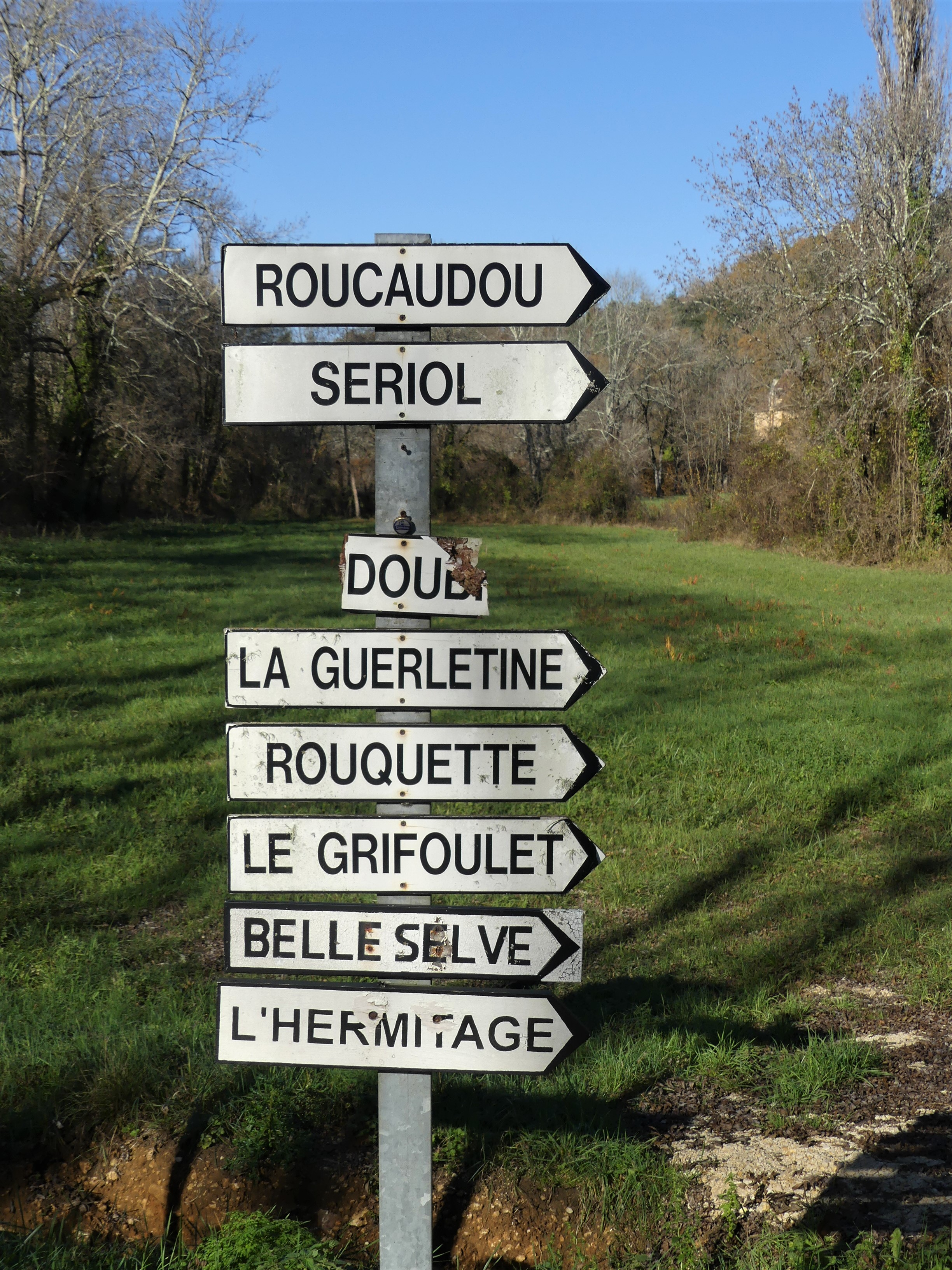
Panneaux de lieux-dits.

Outre le bourg de Manaurie proprement dit, le territoire se compose d'autres villages ou hameaux, ainsi que de lieux-dits :
- les Bruyères
- Calais
- Cap del Roc
- Carpe-Diem
- le Cazal
- Château de Roucaudou
- les Corbeilles
- la Croix du Soleil
- les Croupoulous
- Fompudie
- Fondoubine
- les Fosses
- la Gane
- le Garry
- Grand Parti
- les Grifoulets
- la Guerletine
- Lomple
- Lortal
- le Moulin de Peyre
- la Mouthe
- Navarre
- les Ourtaloux
- Pataye
- les Pièces
- les Placials
- Prouillac
- la Queyrelie
- le Roc de la Pepue
- Rouquette
- la Rousselie
- la Sablière
- Seriols
- la Tregandie
- la Vermondie.

## Toponymie

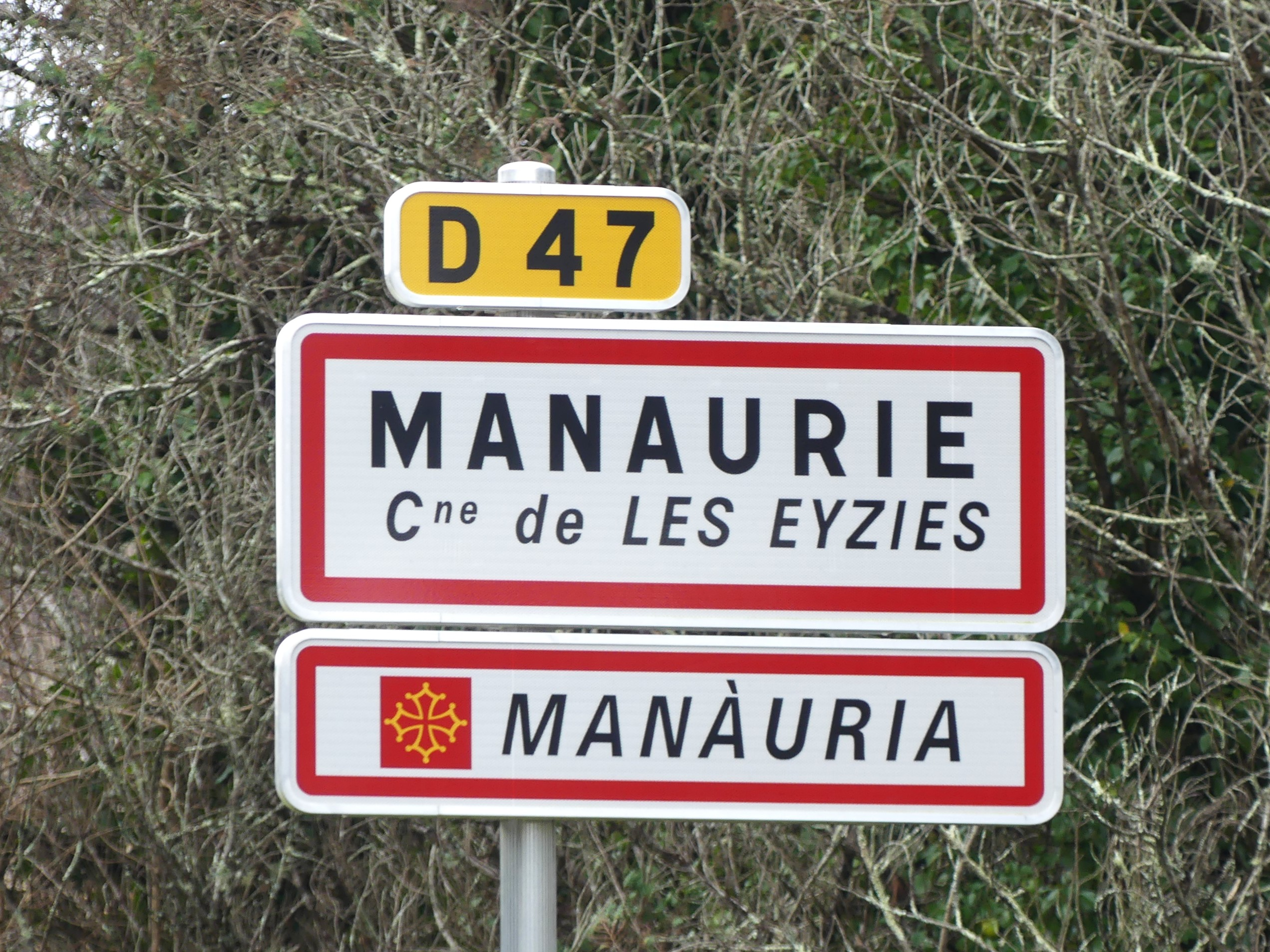
Panneau bilingue français-occitan d'entrée au bourg de Manaurie.

La première mention écrite connue du lieu, Manauria, n'apparaît qu'en 1382.
Sur la carte de Cassini représentant la France entre 1756 et 1789, le village est identifié sous le nom de Manorie.
Le nom de la commune provient du nom d'un personnage d'origine germanique « Manaud ».
En occitan, la commune porte le nom de Manàuria.

## Histoire
En bordure de la vallée de la Vézère et des sites préhistoriques de Laugerie-Basse, Laugerie-Haute, du Poisson et de La Micoque, le territoire communal a été occupé par les hommes dès l'époque préhistorique comme le prouvent les gravures préhistoriques du Roc de la Pépue.
Bien que son église soit d'architecture romane, la première mention écrite connue du lieu, Manauria, n'apparaît qu'à la fin du XIVe siècle.
La construction du manoir de Roucaudou date des XVe et XVIe siècles, alors même que le lieu, « Bord. de la Recaudia », était déjà cité en 1304.
Le 11 octobre 2018, la commune nouvelle des Eyzies résultant de la fusion de la commune avec Les Eyzies-de-Tayac-Sireuil et Saint-Cirq est créée pour une prise d'effet au 1er janvier 2019.

## Politique et administration

### Rattachements administratifs
La commune de Manaurie a, dès 1790, été rattachée au canton du Bugue qui dépendait du district de Montignac jusqu'en 1795, date de suppression des districts. En 1801, ce canton est rattaché à l'arrondissement de Sarlat (devenu l'arrondissement de Sarlat-la-Canéda en 1965).

### Intercommunalité
Fin 2000, Manaurie intègre dès sa création la communauté de communes Terre de Cro-Magnon. Celle-ci est dissoute au 31 décembre 2013 et remplacée au 1er janvier 2014 par la communauté de communes de la Vallée de l'Homme.

### Administration municipale
La population de la commune étant comprise entre 100 et 499 habitants au recensement de 2011, onze conseillers municipaux ont été élus en 2014,. Ceux-ci sont membres d'office du  conseil municipal de la commune nouvelle des Eyzies, jusqu'au renouvellement des conseils municipaux français de 2020.

### Liste des maires puis maires délégués

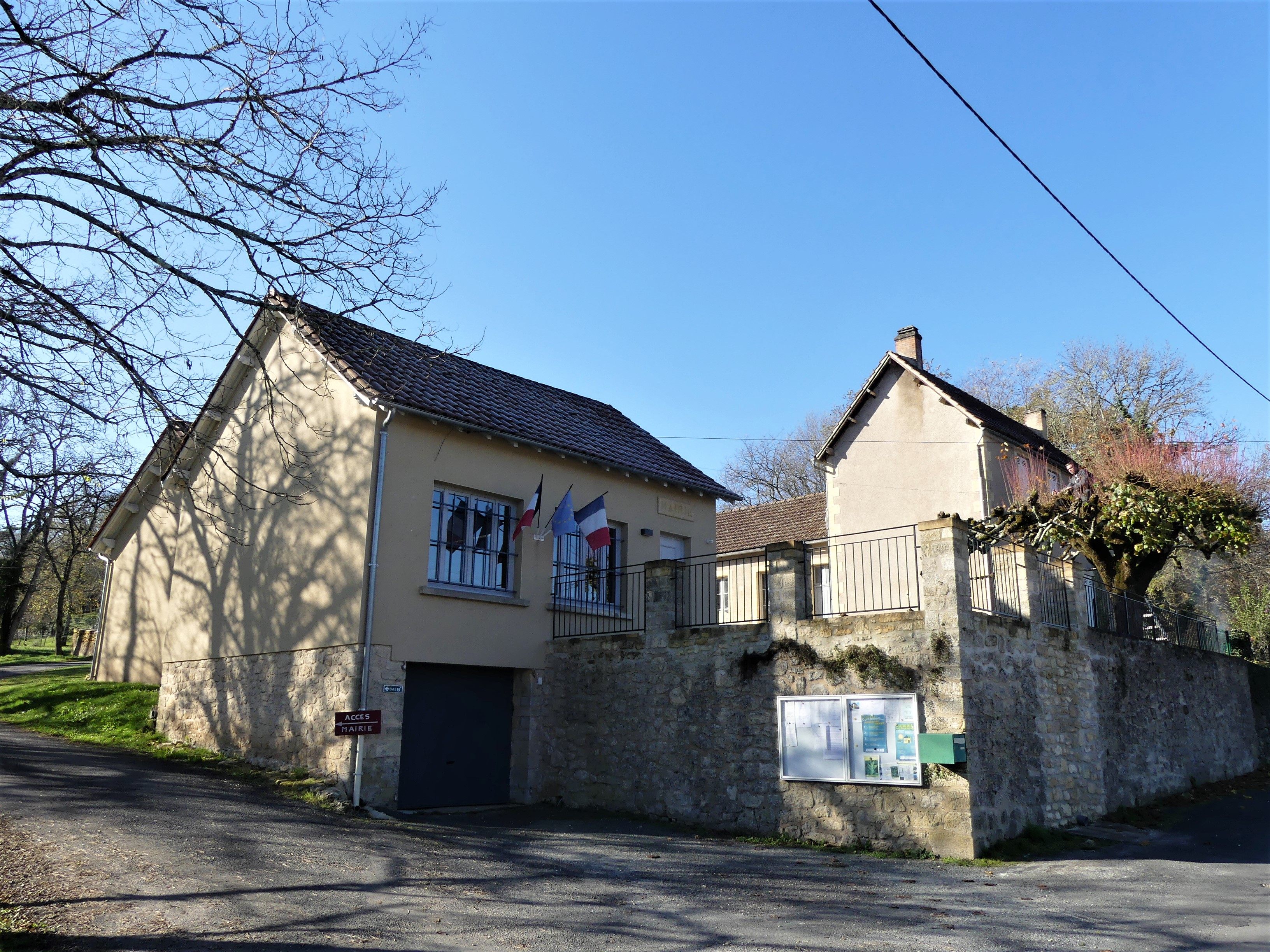
La mairie (à gauche) et l'ancienne mairie en 2018.

| Période                                  | Période       | Identité                | Étiquette | Qualité                                                     |
| ---------------------------------------- | ------------- | ----------------------- | --------- | ----------------------------------------------------------- |
| Les données manquantes sont à compléter. |               |                         |           |                                                             |
|                                          |               |                         |           |                                                             |
| juin 1884                                | 1907 ou 1908  | Eugène Borderie         |           |                                                             |
| mai 1908                                 | mai 1912      | Fernand Carbonnière     |           |                                                             |
| mai 1912                                 | 1915 ou 1916  | Frédéric Carbonnière    |           |                                                             |
| 1915 ou 1916                             | décembre 1919 | Amédée Delprat          |           | Adjoint faisant fonctions de maire                          |
| décembre 1919                            | mai 1929      | Amédée Delprat          |           |                                                             |
| mai 1929                                 | 1932          | Léo Delprat             |           |                                                             |
| mai 1932                                 | mai 1935      | Julien Giat             |           |                                                             |
| mai 1935                                 | décembre 1940 | Georges Delprat         |           |                                                             |
| janvier 1941                             | 1941          | Gaston Garrigue         |           | Adjoint faisant fonctions de maire                          |
| 1941                                     | mai 1945      | Arthur Borderie         |           | Conseiller municipal faisant fonctions de maire, puis maire |
| mai 1945                                 | octobre 1947  | Pierre Guitard          |           |                                                             |
| octobre 1947                             | mars 1965     | Edmond Fongauffier      |           |                                                             |
| mars 1965                                | janvier 1970  | Charles Mourey          |           |                                                             |
| janvier 1970                             | mars 1983     | Pierre Bazinet          |           |                                                             |
| mars 1983                                | mars 2008     | Marie-Thérèse Chaussade | UDF       |                                                             |
| mars 2008                                | décembre 2018 | Gérard Dézenclos        | SE        | Retraité de l'éducation nationale                           |

| Période                          | Période  | Identité         | Étiquette | Qualité                           |
| -------------------------------- | -------- | ---------------- | --------- | --------------------------------- |
| janvier 2019 (réélu en mai 2020) | En cours | Gérard Dézenclos | SE        | Retraité de l'éducation nationale |

### Instances judiciaires
Dans les domaines judiciaire et administratif, Manaurie relève : 
- du tribunal d'instance et du tribunal paritaire des baux ruraux de Sarlat-la-Canéda ;
- du tribunal de grande instance, du tribunal pour enfants, du conseil de prud'hommes, du tribunal de commerce de Bergerac ;
- de la cour d'assises et du tribunal des affaires de Sécurité sociale de la Dordogne ;
- de la cour d'appel, du tribunal administratif et de la cour administrative d'appel de Bordeaux.

## Démographie
Les habitants de Manaurie se nomment les Manauriens.
En 2018, dernière année en tant que commune indépendante, Manaurie comptait 136 habitants. À partir du XXIe siècle, les recensements des communes de moins de 10 000 habitants ont lieu tous les cinq ans (2006, 2011, 2016 pour Manaurie). Depuis 2006, les autres dates correspondent à des estimations légales.
Au 1er janvier 2022, la commune déléguée de Manaurie compte 146 habitants.
| 1793 | 1800 | 1806 | 1821 | 1831 | 1836 | 1841 | 1846 | 1851 |
| ---- | ---- | ---- | ---- | ---- | ---- | ---- | ---- | ---- |
| 427  | 408  | 390  | 315  | 447  | 412  | 395  | 406  | 410  |

| 1856 | 1861 | 1866 | 1872 | 1876 | 1881 | 1886 | 1891 | 1896 |
| ---- | ---- | ---- | ---- | ---- | ---- | ---- | ---- | ---- |
| 450  | 418  | 425  | 397  | 403  | 367  | 384  | 342  | 305  |

| 1901 | 1906 | 1911 | 1921 | 1926 | 1931 | 1936 | 1946 | 1954 |
| ---- | ---- | ---- | ---- | ---- | ---- | ---- | ---- | ---- |
| 301  | 281  | 255  | 240  | 249  | 206  | 220  | 204  | 197  |

| 1962 | 1968 | 1975 | 1982 | 1990 | 1999 | 2006 | 2011 | 2016 |
| ---- | ---- | ---- | ---- | ---- | ---- | ---- | ---- | ---- |
| 174  | 163  | 151  | 159  | 141  | 142  | 158  | 153  | 140  |

| 2018 | - | - | - | - | - | - | - | - |
| ---- | - | - | - | - | - | - | - | - |
| 136  | - | - | - | - | - | - | - | - |

## Économie
Les données économiques de Manaurie sont incluses dans celles de la commune nouvelle des Eyzies.

## Culture locale et patrimoine

### Lieux et monuments
- La grotte de Carpe-Diem, recelant des concrétions naturelles colorées, fut un temps ouverte aux visites[21] ; elle est désormais fermée au public[22].
- Le Lieu-dit « Gorges d’enfer » est un site naturel classé [23].
- Situés en rive droite de la Vézère et en limite de la commune, les abris du Poisson, de Laugerie-Basse, de Laugerie-Haute et la grotte du Grand Roc se trouvent sur le territoire communal des Eyzies-de-Tayac-Sireuil.
- Château de Cap del Roc, fin du XIXe siècle[24].
- Château de Lortal, XVIIe siècle[25].
- Manoir de Roucaudou (ou château de Roucaudou), des XVe et XVIe siècles, inscrit au titre des monuments historiques depuis 1974 pour ses façades et toitures[26],[8].
- Chartreuse de la Sablière[27].
- Église romane[21] Saint-Pierre-ès-Liens[28], avec clocher-mur.

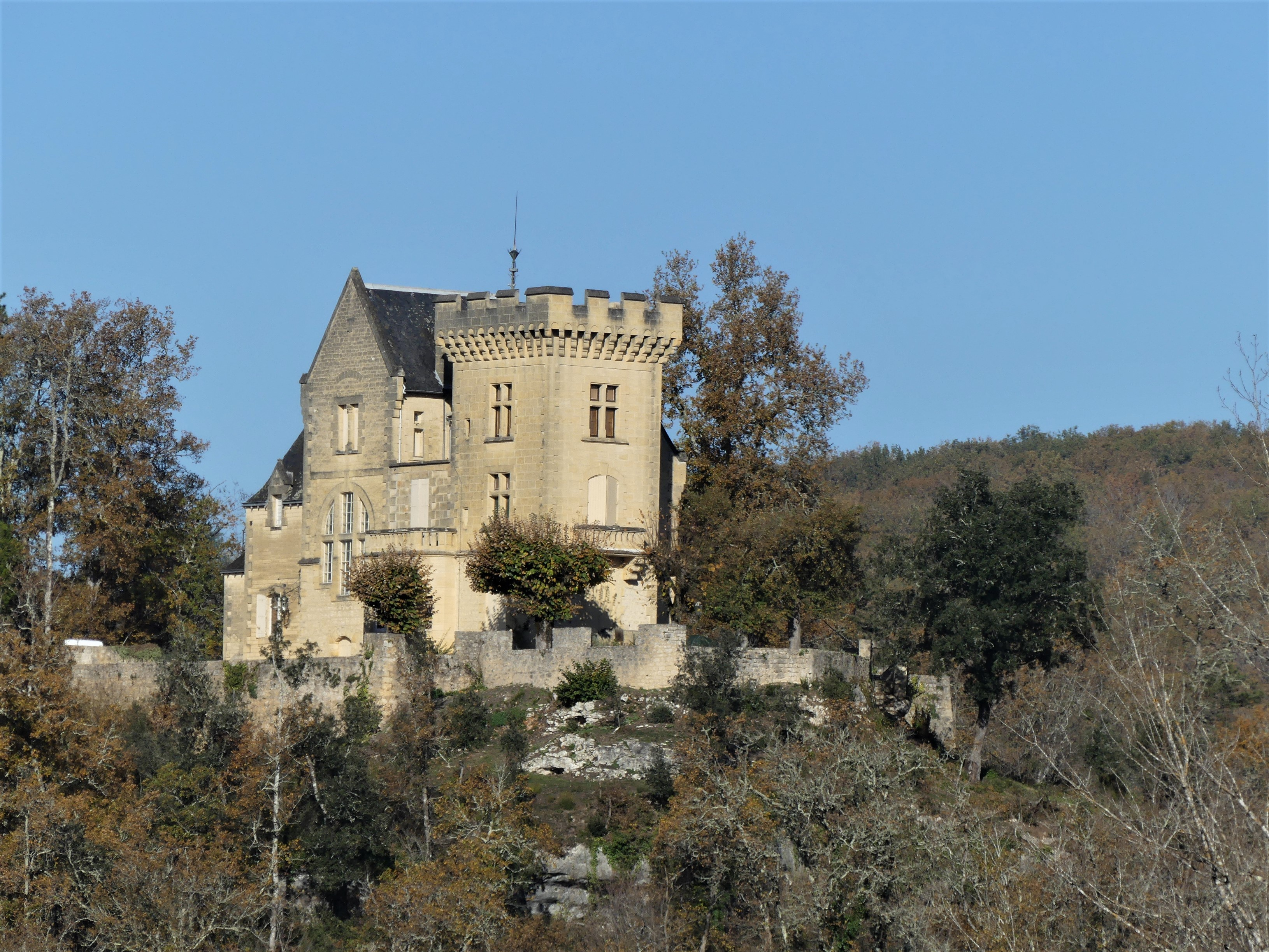
Le château de Cap del Roc.
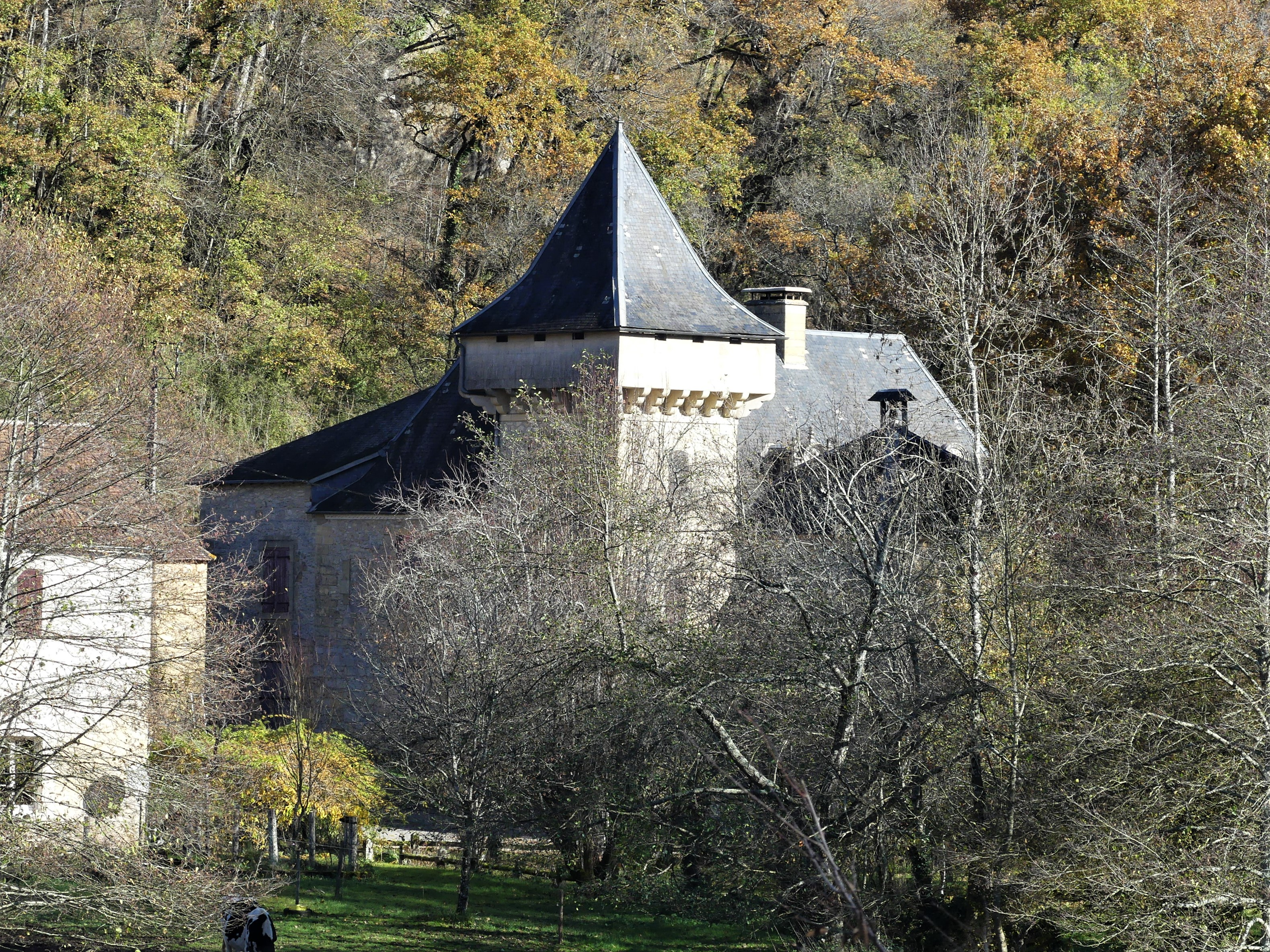
Le château de Lortal.
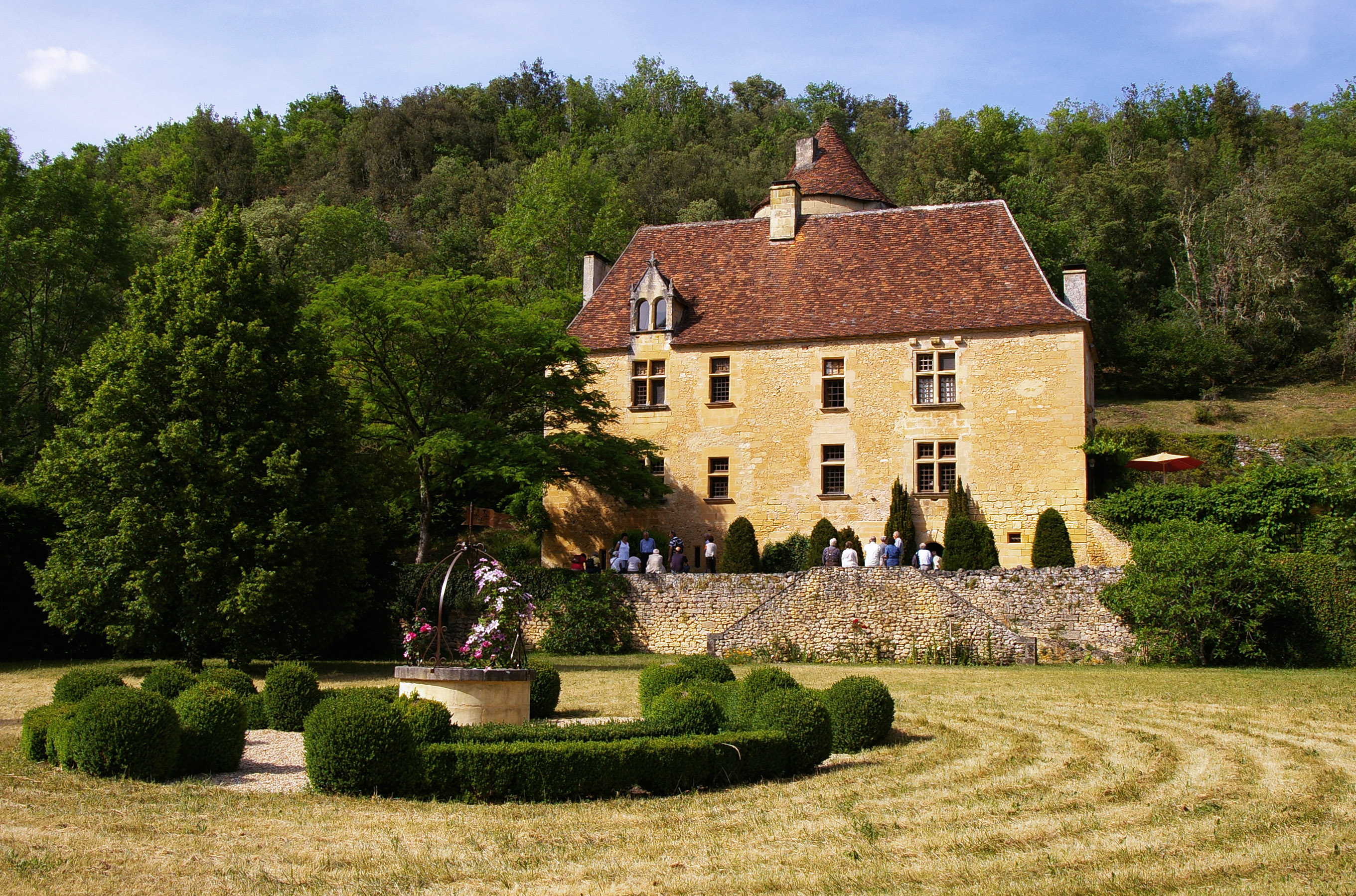
Le manoir de Roucaudou.
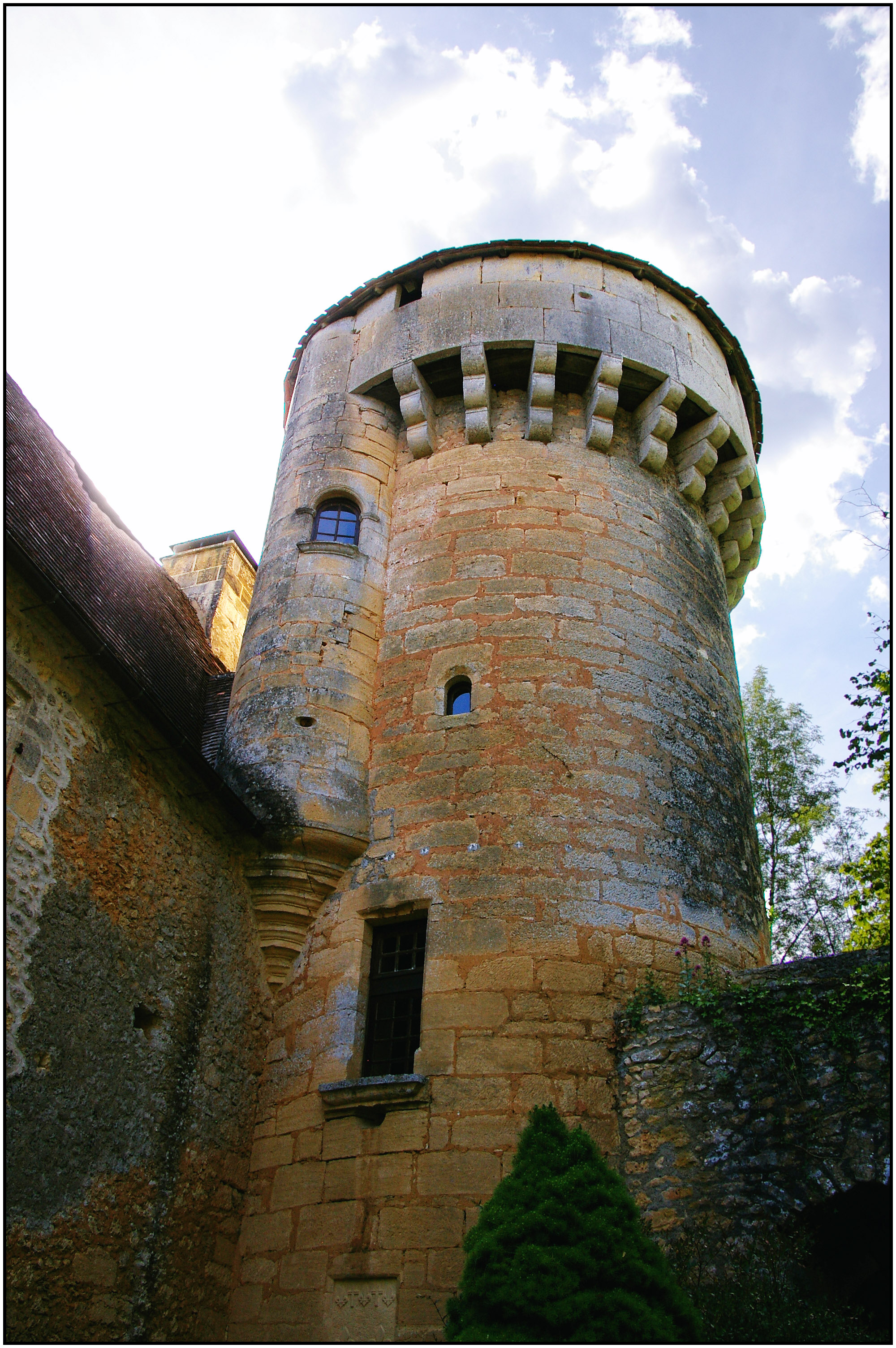
Son donjon.
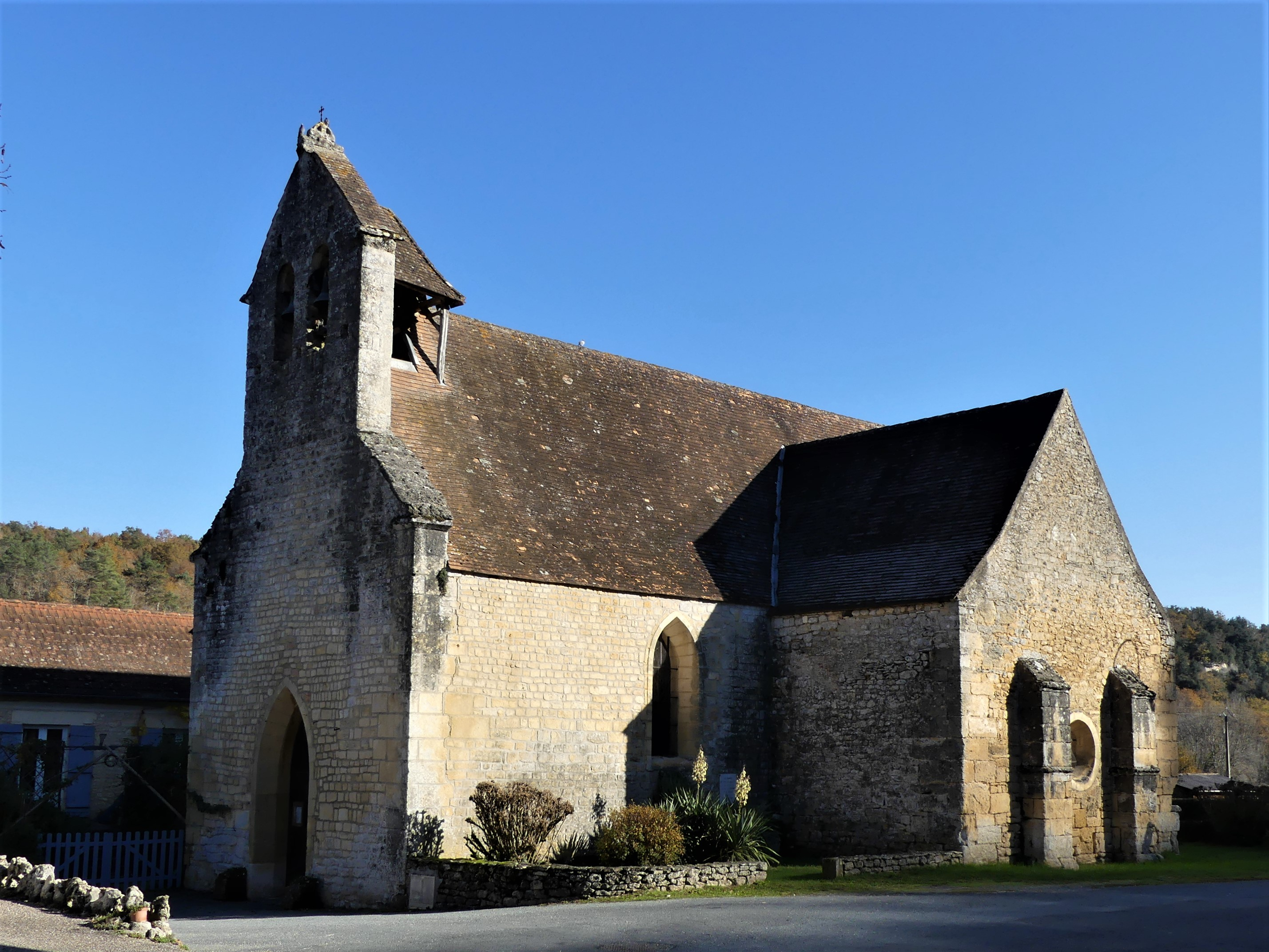
L'église Saint-Pierre-ès-Liens.
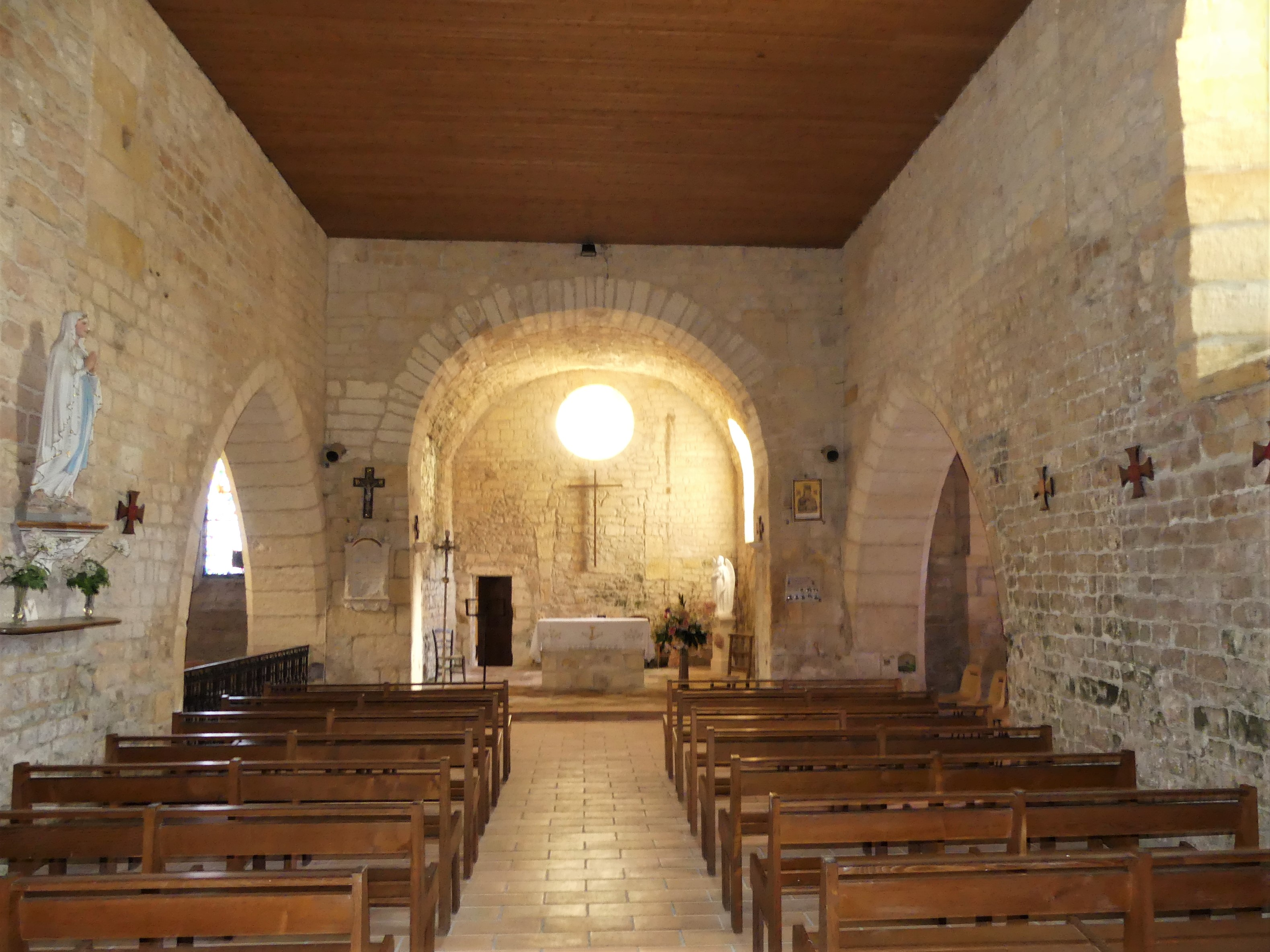
Sa nef.
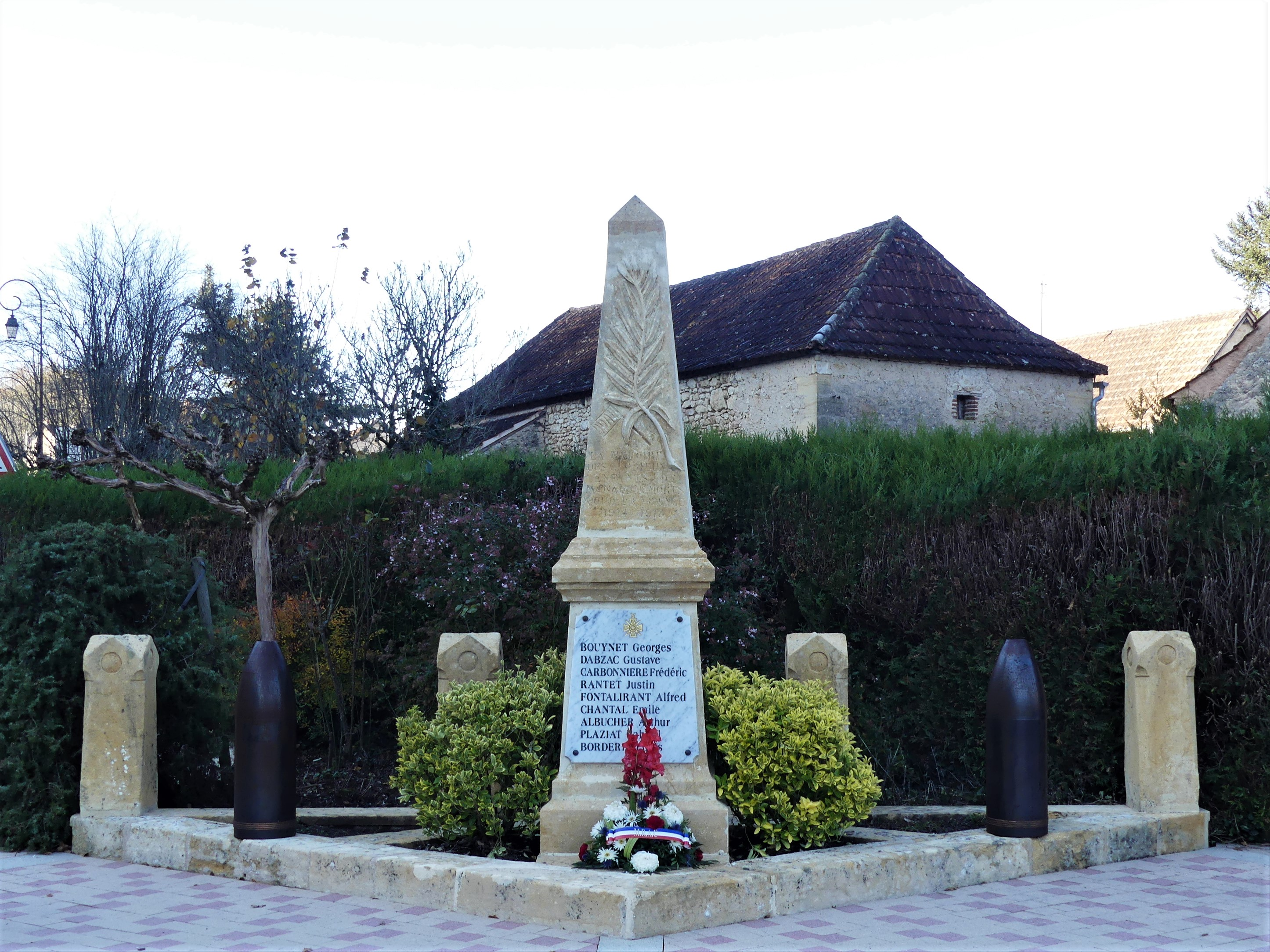
Le monument aux morts.

### Patrimoine naturel

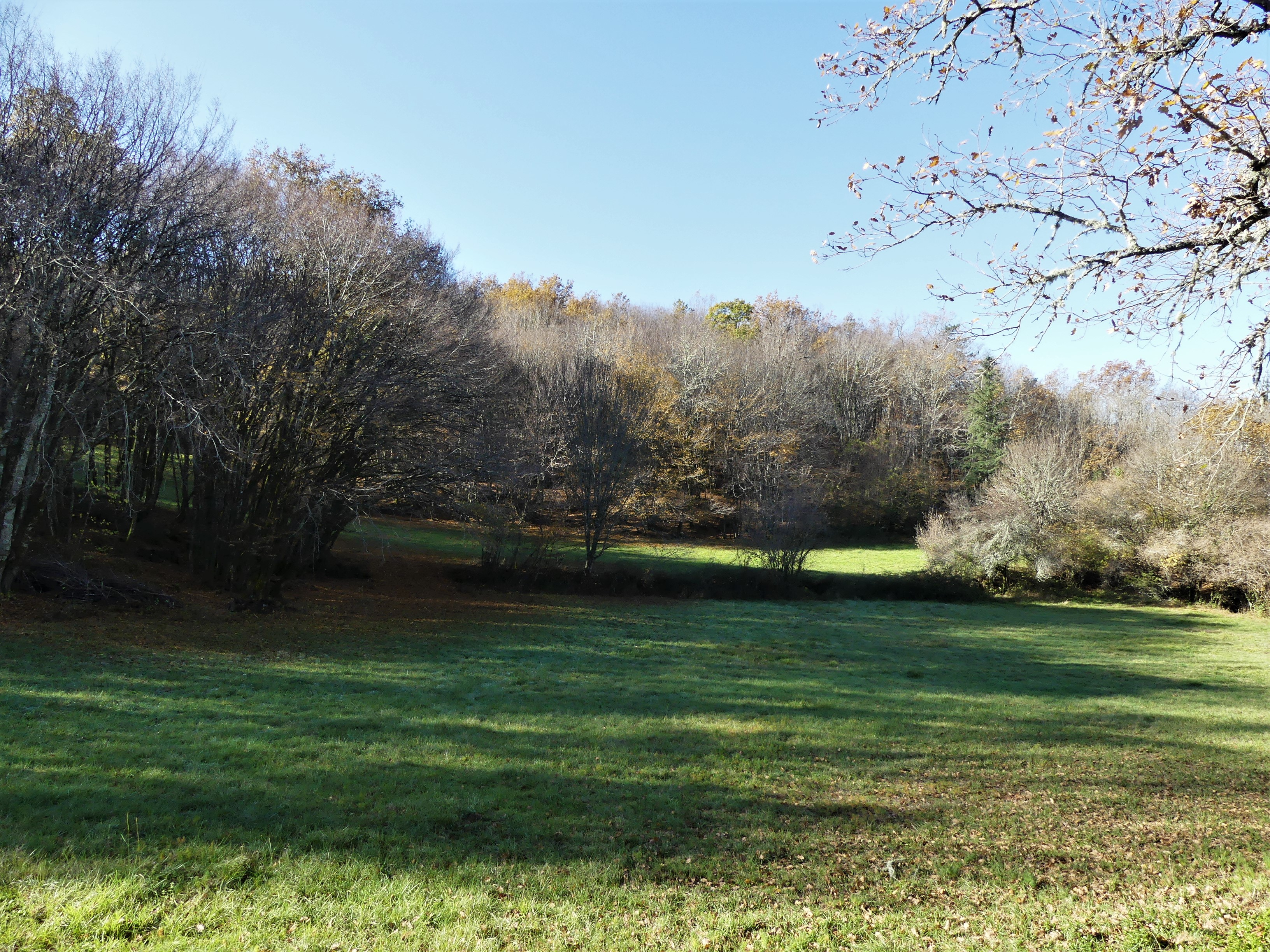
Paysage près du cimetière, en bordure des zones du coteau et des falaises calcaires (ZNIEFF de types I et II).

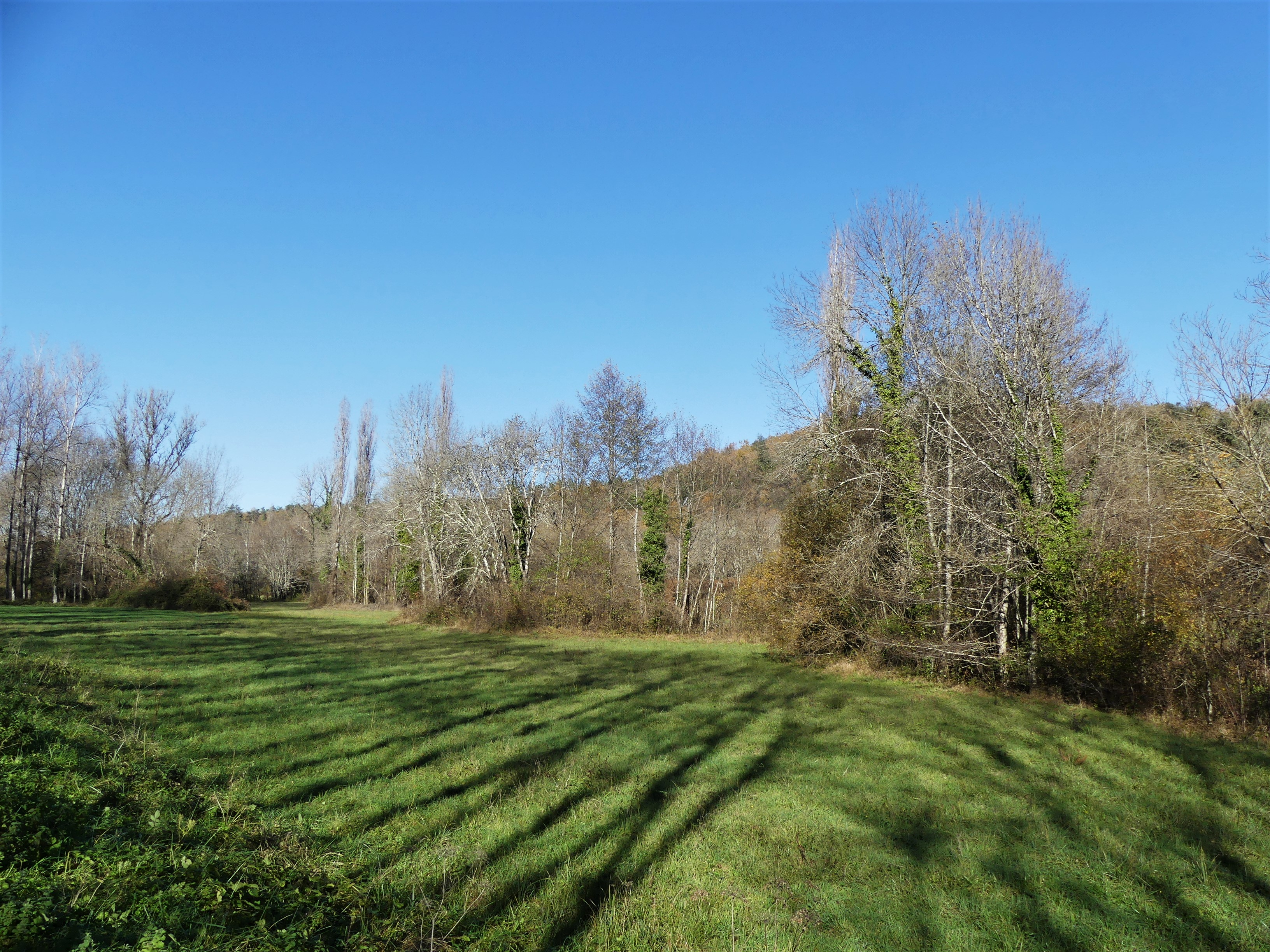
Près de Roucaudou, la vallée du ruisseau de Manaurie fait partie du site classé.

Du fait de sa proximité avec la Vézère, la commune présente plusieurs zones protégées à divers titres.

#### ZNIEFF
À l'est, environ 30 % du territoire communal fait partie d'une zone naturelle d'intérêt écologique, faunistique et floristique (ZNIEFF) de type II : la zone des falaises calcaires de la vallée de la Vézère qui s'étend depuis le nord du village de Saint-Léon-sur-Vézère jusqu'en bordure du village de Saint-Cirq et où sont recensées huit espèces déterminantes, une plante : l'Orchis des marais (Anacamptis palustris), et sept oiseaux : l'Accenteur alpin (Prunella collaris), le Choucas des tours (Coloeus monedula), le Faucon crécerelle (Falco tinnunculus), le Faucon pèlerin (Falco peregrinus), le Grand Corbeau (Corvus corax), l'Hirondelle de rochers (Ptyonoprogne rupestris) et le Tichodrome échelette (Tichodroma muraria),. 
Elle inclut la ZNIEFF de type I : le coteau des Eyzies et de Manaurie délimité à l'est par la Vézère et au nord par le ruisseau de Manaurie,.

#### Natura 2000
Au niveau du territoire communal, sur une zone encore plus restreinte, les coteaux calcaires de la vallée de la Vézère sont protégés par le réseau Natura 2000 au titre de la directive habitats pour un papillon : le Damier de la succise (Euphydryas aurinia), et neuf espèces sédentaires de chauves-souris : la Barbastelle (Barbastella barbastellus), le Grand murin (Myotis myotis), le Grand rhinolophe (Rhinolophus ferrumequinum), le Minioptère de Schreibers (Miniopterus schreibersii), le Murin à oreilles échancrées (Myotis emarginatus), le Murin de Bechstein (Myotis bechsteinii), le Petit murin (Myotis blythii), le Petit rhinolophe (Rhinolophus hipposideros) et le Rhinolophe euryale (Rhinolophus euryale),.

#### Sites remarquables
Depuis 2015, le site de la vallée de la Vézère et de sa confluence avec les Beunes est un site classé qui regroupe l’ensemble des sites préhistoriques majeurs de la vallée de la Vézère, en cohérence avec les sites préhistoriques et grottes ornées de la vallée de la Vézère, classés au patrimoine mondial par l’Unesco en 1979. Concernant vingt communes, ce site concerne près de la moitié du territoire communal,
Dans des zones situées autour de ce site classé, et concernant 31 communes, le site de la vallée de la Vézère est inscrit depuis 2016. Il occupe la presque totalité du reste du territoire de Manaurie,.